# Großohr-Wollfledermaus
Die Großohr-Wollfledermaus oder Peters Wollgesicht-Fledermaus (Chrotopterus auritus) ist eine Fledermausart aus der Familie der Blattnasen (Phyllostomidae), welche in Zentral- und Südamerika beheimatet ist.

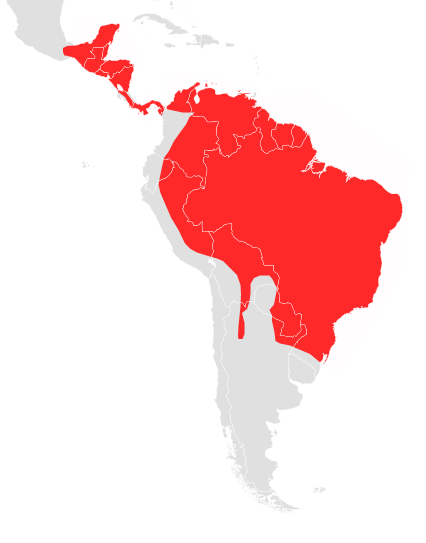
Verbreitungsgebiet der Großohr-Wollfledermaus

## Beschreibung
Die Großohr-Wollfledermaus ist mit einem Körpergewicht von 75 bis 96 g eine der größten Fledermäuse weltweit. Die Gesamtlänge beträgt 110–125 mm. Nur drei weitere Fledermausarten, welche ebenfalls in der neuen Welt vorkommen sind von vergleichbarer Größe: die Große Lanzennase, Phylloderma stenops und die Große Spießblattnase. Das Rückenfell der Großohr-Wollfledermaus ist etwa 12 mm lang, mehr als doppelt so lang wie das der drei anderen, ähnlich großen Arten. Zudem hat sie größere Ohren (> 40 mm), welche nicht miteinander verbunden sind. Der Tragus ist klein und spitz. Das Fell ist dicht und wollig, schwarz-grau oder braun, und damit dunkler als das von Phylloderma stenops und der großen Lanzennase. Die Daumen sind lang und enden in einer langen, gebogenen Klaue. Die Unterarme sind stark behaart. Der kurze Schwanz (< 15 mm) ist ganz in die Schwanzflughaut eingebettet. Das Nasenblatt ist lang und breit und die Augen relativ groß.

## Lebensweise
Die Großohr-Wollfledermaus bewohnt tropischen und subtropischen Regenwald. Sie ist wie die meisten Fledermäuse nachtaktiv. Tagsüber hängt sie in Gruppen von einem bis sieben Individuen in Höhlen, Minen, verlassenen Gebäuden, hohlen Termitennestern und hohlen Bäumen. Ihre Nahrung besteht aus Insekten und kleinen Wirbeltieren wie kleine Echsen der Gattung Thecadactylus, kleine Tauben der Gattung Columbina, Ameisenvögel, Tangaren, Spitzmäuse, Mausopossums und Mäuse. Kleine Säugetiere werden durch einen Nacken- oder Kehlbiss getötet, während bei Vögeln ein Biss in den oberen Kopf angewendet wird. Das Maximalgewicht der Beutetiere beträgt dabei 70 g. Andere Fledermausarten gehören wahrscheinlich auch zum Beutespektrum der Großohr-Wollfledermaus.
Wie bei vielen anderen Blattnasen wird ein Junges pro Wurf geboren. Die Paarungszeit variiert wahrscheinlich mit der Region, jedoch wird davon ausgegangen, dass die Tiere nur einmal im Jahr in den Östrus kommen.

## Verbreitung und Lebensraum
Die Großohr-Wollfledermaus kommt von Süden Mexikos bis in den Norden Argentiniens vor, mit Ausnahme der Andenregionen. Ihr Bestand wird von der IUCN dank der weiten Verbreitung als ungefährdet eingestuft.